# Charles-Jean-Baptiste Fleuriau de Morville
Pour les articles homonymes, voir Fleuriau et Armenonville.
Charles-Jean-Baptiste de Fleuriau d'Armenonville, comte de Morville est un homme d'État français né à Paris le 30 octobre 1686 et mort le 2 février 1732.

## Biographie
Fils de Joseph Fleuriau d'Armenonville, il est ambassadeur en Hollande, puis secrétaire d'État à la Marine du 28 février 1722 au 16 août 1723, année où il est reçu à l'Académie française.
Lorsque le cardinal Dubois entre en agonie, le duc d'Orléans envoie Fleuriau de Morville à Versailles pour mettre la main sur les papiers du mourant et, en récompense, le fait nommer à sa place secrétaire d'État aux Affaires étrangères le 16 août 1723. Il demeuraeen poste jusqu'au 19 août 1727.
Il épouse Charlotte Elisabeth de Vienne (1687-1761). De leur union naissent deux filles, les marquises de Crussol et de Surgères: 
- Marguerite Charlotte Fleuriau de Morville (1725-1810) qui épouse Pierre Emmanuel, marquis de Crussol;
- Jeanne Thérèse Fleuriau de Morville qui épouse le 29 juillet 1727 dans l'église de Saint-Eustache Alexandre de la Rochefoucault, marquis de Surgères.

## Sources
- Archives nationales, 6 AP (6AP/1-6AP/37), Fonds Crussol (XIIIe – XVIIIe siècles). Inventaire en ligne. avec généalogies.